# Sławomir Oder
Sławomir Oder (Chełmża, 7 agosto 1960) è un vescovo cattolico polacco, dal 28 gennaio 2023 vescovo di Gliwice.

## Biografia
Nasce a Chełmża, nel distretto di Toruń e diocesi di Pelplin, il 7 agosto 1960.

### Formazione e ministero presbiterale
Conseguito il master in economia e commercio presso l'Università di Danzica, studia filosofia presso il seminario maggiore di Pelplin e teologia presso Pontificio Seminario Romano Maggiore e la Pontificia Università Lateranense.
Il 14 maggio 1989 riceve l'ordinazione presbiterale a Pelplin, sede episcopale nella quale si incardina. Successivamente, nel 1992, si incardina nella diocesi di Toruń, appena eretta. 
Dopo aver conseguito il dottorato in utroque iure presso la Pontificia Università Lateranense, svolge i seguenti incarichi:
- vicedirettore dell'ufficio legale del vicariato di Roma (1992 - 1995);
- rettore presso la chiesa di Santa Maria Immacolata e San Giuseppe Benedetto Labre in Roma (1992 - 2019);
- cancelliere del tribunale di appello del vicariato di Roma (1995 - 1998);
- presidente del tribunale d'appello del vicariato di Roma (2002 - 2013);
- vicario giudiziale del tribunale ordinario del vicariato di Roma (2013 - 2019).

Nel 2005 il cardinale Camillo Ruini, vicario generale per la diocesi di Roma, lo nomina postulatore della causa di beatificazione e canonizzazione di papa Giovanni Paolo II.
Dopo essere rientrato in diocesi, è nominato responsabile della formazione permanente del clero e giudice presso il tribunale diocesano di Toruń.
Il 1º ottobre 2001 riceve il titolo onorifico di cappellano di Sua Santità.

### Ministero episcopale
Il 28 gennaio 2023 papa Francesco lo nomina vescovo di Gliwice; succede a Jan Kopiec, ritiratosi per raggiunti limiti di età. L'11 marzo seguente riceve l'ordinazione episcopale dall'arcivescovo Salvatore Pennacchio. Durante la stessa celebrazione prende possesso della diocesi.

## Genealogia episcopale
La genealogia episcopale è:
- Cardinale Scipione Rebiba
- Cardinale Giulio Antonio Santori
- Cardinale Girolamo Bernerio, O.P.
- Arcivescovo Galeazzo Sanvitale
- Cardinale Ludovico Ludovisi
- Cardinale Luigi Caetani
- Cardinale Ulderico Carpegna
- Cardinale Paluzzo Paluzzi Altieri degli Albertoni
- Papa Benedetto XIII
- Papa Benedetto XIV
- Papa Clemente XIII
- Cardinale Enrico Benedetto Stuart
- Papa Leone XII
- Cardinale Chiarissimo Falconieri Mellini
- Cardinale Camillo Di Pietro
- Cardinale Mieczysław Halka Ledóchowski
- Cardinale Jan Maurycy Paweł Puzyna de Kosielsko
- Arcivescovo Józef Bilczewski
- Arcivescovo Bolesław Twardowski
- Arcivescovo Eugeniusz Baziak
- Papa Giovanni Paolo II
- Arcivescovo Salvatore Pennacchio
- Vescovo Sławomir Oder